# كارلوس إسبينولا (لاعب كرة قدم)
كارلوس إسبينولا (بالإسبانية: Carlos Espínola)‏ هو لاعب كرة قدم باراغواياني في مركز الدفاع، ولد في 25 ديسمبر 1975 في نهر جاغواراو ‏ في باراغواي. شارك مع منتخب باراغواي لكرة القدم. أما مع النوادي، فقد لعب مع إل. دي. يو. كيتو وديبورتيفو كالي وسبورتيفو لوكوينو وسيرو بورتينيو ونادي أمريكا ونادي إيميلك ونادي سبورتينغ كريستال ونادي ليبرتاد.

## وصلات خارجية
- كارلوس إسبينولا (لاعب كرة قدم) على موقع قاعدة بيانات كرة القدم.إي يو (الإنجليزية)
- كارلوس إسبينولا (لاعب كرة قدم) على موقع ناشيونال فوتبول تيمز (الإنجليزية)
- كارلوس إسبينولا (لاعب كرة قدم) على موقع Soccerway.com (الإنجليزية)